# Defernite
La defernite è un minerale.